# Spay (Sarthe)
Spay település Franciaországban, Sarthe megyében. Lakosainak száma 2821 fő (2022. január 1.). Spay Allonnes, Arnage, Fillé, Guécélard, Moncé-en-Belin és Voivres-lès-le-Mans községekkel határos.

## Népesség
A település népessége az elmúlt években az alábbi módon változott:
| Lakosok száma | 2899 | 2898 | 2956 | 2890 | 2885 | 2881 | 2863 | 2843 | 2821 |
|               | 2013 | 2015 | 2016 | 2017 | 2018 | 2019 | 2020 | 2021 | 2022 |